# 小行星1553
小行星1553（1553 Bauersfelda）是一颗绕太阳运转的小行星，为主小行星带小行星。该小行星于1940年1月13日发现。
該小行星以德國工程師瓦爾特·鮑爾斯費爾德命名。

## 轨道参数
小行星1553的轨道半长轴为2.9044381 UA，离心率为0.102。